# Rachil Ejdelson
Rachil Sołomonowna Ejdelson, ros. Рахиль Соломоновна Эйдельсон (ur. 14 listopada 1958) – białoruska szachistka, arcymistrzyni od 1995 roku.

## Kariera szachowa
Wielokrotnie zwyciężała w mistrzostwach kraju (1985, 1989, 1993, 1995, 1997, 1998, 2003, 2004). Pomiędzy 1994 a 2004 r. czterokrotnie (w tym 2 razy na I szachownicy) reprezentowała narodowe barwy na szachowych olimpiadach, była również uczestniczką drużynowych mistrzostw Europy w 1992 r. w Debreczynie.
W 1988 r. podzieliła II m. (za Margaritą Wojską, wspólnie z Nino Gurieli i Natasą Bojković) w kołowym turnieju w Belgradzie, w 1997 r. zajęła II m. (za Iwetą Radziewicz) we Frýdku-Místku, w 1999 r. zwyciężyła w dwóch turniejach w Petersburgu (w jednym wspólnie z Niną Sirotkiną), natomiast w 2000 r. jedyny raz w karierze wystąpiła w pucharowym turnieju o mistrzostwo świata, który rozegrany został w Nowym Delhi. W I rundzie mistrzostw zwyciężyła Asmę Houli, natomiast w II rundzie przegrała z Alisą Marić i odpadła z dalszej rywalizacji. W 2003 r. podzieliła II m. (za Natalią Zdebską, wspólnie z Mariją Komiaginą) w Charkowie, natomiast w 2004 r. zajęła II m. (za Anną Uszeniną) w memoriale Ludmiły Rudienko w Petersburgu.
Najwyższy ranking w karierze osiągnęła 1 stycznia 1996 r., z wynikiem 2370 punktów dzieliła wówczas 28-30. miejsce na światowej liście FIDE, jednocześnie zajmując 1. miejsce wśród białoruskich szachistek.